# Stazione di Favarotta
La stazione di Favarotta, ora soppressa, era una delle quattro stazioni ferroviarie in territorio di Licata, posta al km 181+533, sulla tratta Canicattì-Licata, della linea Caltanissetta Xirbi-Siracusa; fu costruita nei pressi dell'omonimo torrente Favarotta, al servizio della zona mineraria e precisamente della Solfara Miniera o Solfara Passarello. Venne soppressa nel 2004.

## Strutture e impianti
La stazione era dotata di un fabbricato viaggiatori con servizi. Il fascio binari era costituito da un raddoppio della lunghezza di 187m cui era raccordato un piccolo fascio binari tronchi munito di sagoma limite e pesa a bilico da 30 t, della lunghezza di 5 m.

## Movimento
L'orario ferroviario in vigore dal 14 novembre 1938 riportava la fermata di 2 coppie di treni di categoria omnibus, una coppia di misti e una coppia di accelerati distribuiti lungo la giornata tra le ore 5:55 e le 21:26.
L'orario ferroviario al pubblico in vigore dal 28 settembre 1975 riportava la fermata di 4 treni locali effettuati con automotrici tra ore 6:38 e le 18:29 e di un diretto alle ore 20:54 (nel verso Canicattì-Licata) e di 8 treni in senso inverso tra le ore 3:54 e le 20:19; tra questi uno, alle ore 12:54, era un diretto in servizio Modica-Palermo.